# Клещевы Колковицы
Клещевы Колковицы — опустевшая деревня в Княгининском районе Нижегородской области. Входит в состав  Возрожденского сельсовета.

## География
Находится на расстоянии приблизительно 15 километров по прямой на восток-юго-восток от города Княгинино, административного центра района.

## История
В 1859 году во владельческой деревне Клещевы-Колоковицы (при речке Ламсе, на дороге от границы Арзамасского до границы Васильского уездов) 1 стана Княгининского уезда насчитывалось 19 дворов, 152 жителя (64 мужчины, 88 женщин). В 1862 году между графиней Юлией Бобринской, князьями Гагариными и другими владельцами возник земельный спор вокруг села Троицкое и деревни Колковицы.

Согласно «Списку населённых мест Нижегородской губернии» от 1911 года в деревне Плещеевы Колковицы (Колоковицы, Клещеевы Колковицы) Троицкой волости Васильского уезда существовало сельское общество, появившееся на землях бывшей владелицы Бобринской. В обществе насчитывалось 45 дворов.
Религия
В конце XIX века жители деревни Колковицы были прихожанами находящейся в селе Троицкое церкви Троицы Живоначальной Нижегородской епархии. Церковь была построена в 1810 году, каменная, трёхпрестольная.

## Население
Постоянное население составляло 5 человек (русские 100%) в 2002 году, 0 в 2010.